# Wulahawula
Wulahawula (kinesiska: 乌拉哈乌拉, 乌拉哈乌拉乡) är en socken i Kina. Den ligger i den autonoma regionen Inre Mongoliet, i den norra delen av landet, omkring 150 kilometer öster om regionhuvudstaden Hohhot. Antalet invånare är 8104. Befolkningen består av 3 946 kvinnor och 4 158 män. Barn under 15 år utgör 10,0 %, vuxna 15-64 år 74 %, och äldre över 65 år 14,0 %.
Genomsnittlig årsnederbörd är 556 millimeter. Den regnigaste månaden är juli, med i genomsnitt 173 mm nederbörd, och den torraste är januari, med 2 mm nederbörd.